# Zoltán Harsányi
Zoltán Harsányi (Senec, 1º giugno 1987) è un calciatore slovacco di origine ungherese, attaccante del Rapid Ohrady.

## Carriera
Ha giocato con il Senec in massima serie nella stagione 2006-2007. Ha giocato in patria, in Inghilterra, in Iran ed in Ungheria.